# Estakada Obrońców Lwowa w Krakowie
Estakada im. Obrońców Lwowa – estakada w Krakowie zbudowana w 2003 r. nieopodal skrzyżowania ulic Wielickiej, Alei Powstańców Śląskich i Powstańców Wielkopolskich. Przejazd przez estakadę odbywa się dwoma pasami ruchu i możliwy jest jedynie w kierunku południe – północ, dzięki czemu zapewnia bezkolizyjny przejazd z alei Powstańców Śląskich do ulicy Powstańców Wielkopolskich, przebiegając  nad ulicą Wielicką.
Ponad estakadą przebiega poprzecznym, podwójnym wiaduktem łącznica kolejowa Kraków Zabłocie – Kraków Krzemionki. W czerwcu 2014, miesiąc po uprawomocnieniu decyzji lokalizacyjnej, spółka PKP Polskie Linie Kolejowe rozpisała przetarg na jej wykonawstwo. 12 marca 2016 estakada została zamknięta z powodu postępu prac budowlanych na łącznicy kolejowej Zabłocie - Krzemionki.

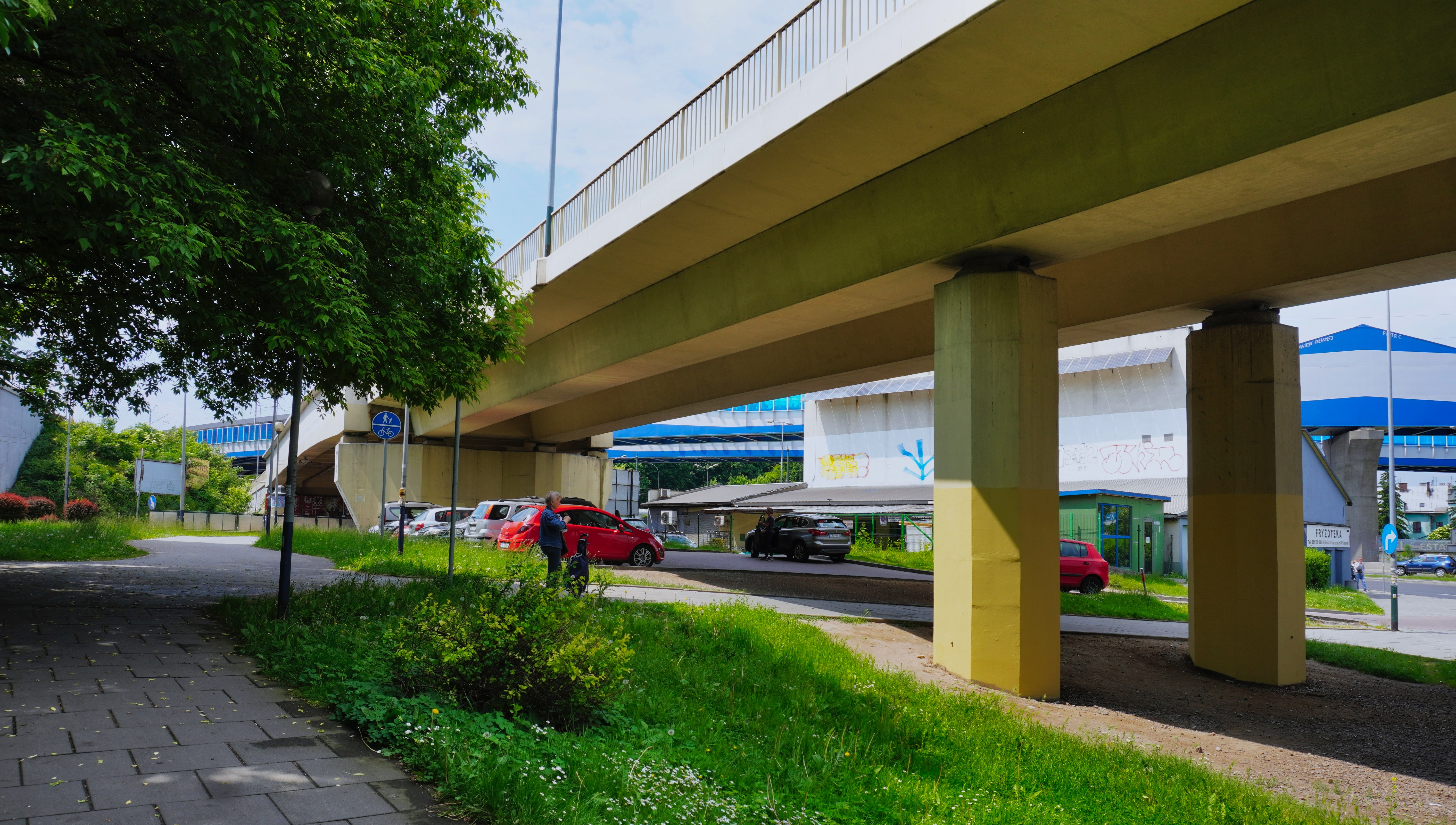
Widok estakady od strony wschodniej, na pierwszym planie wiadukt nad łącznicą ul. Powstańców Wielkopolskich, na dalszym wiadukt nad ul. Wielicką